# Терсіус Малепе
Репо Терсіус Малепе (англ. Tercious Malepe, нар. 18 лютого 1997) — південноафриканський футболіст, опорний півзахисник клубу «Бальцан» та національної збірної ПАР.

## Клубна кар'єра
Малепе є вихованцем клубу «Орландо Пайретс». У сезоні 2015/2016 він на правах оренди виступав за клуб «Морока Своллоуз». 22 серпня 2015 року в матчі проти «Кейптаун Олл Старз» він дебютував в другому за рівнем дивізіоні ПАР.
Влітку 2016 року Терсіус повернувся в «Орландо Пайретс», але в основний склад пробитися не зміг через наявність в ньому більш досвідчених гравців і протягом більшої частини сезону 2016/17 виступав за команду дублерів. Наприкінці серпня 2017 року він був відданий в оренду до кінця сезону клубу «Аякс» з Кейптауна. 12 вересня 2017 року в Малепі футболіст дебютував у південноафриканській Прем'єр-лізі у матчі проти рідного «Орландо Пайретс». Загалом за сезон взяв участь у 18 матчах чемпіонату і забив один гол, після чого наступні два сезони провів у іншій місцевій команді «Чіппа Юнайтед».
У жовтні 2020 року перейшов до українського футбольного клубу «Минай», ставши першим гравцем з Південної Африки в історії українського футболу.
Після річного перебування в Україні повернувся на батьківщину, де захищав кольори команд «АмаЗулу» та «Ричардс-Бей».
Наразі виступає за мальтійську команду «Бальцан».

## Виступи за збірні
У 2017 році в складі молодіжної збірної ПАР Малепе взяв участь в молодіжному (U-20) чемпіонаті Африки в Замбії. На турнірі він зіграв в чотирьох матчах і забив 1 гол, допомігши команді посісти 4 місце та кваліфікуватись на молодіжний чемпіонат світу 2017 року в Південній Кореї. На турнірі він зіграв в усіх трьох матчах, але команда посіла останнє місце і не вийшла з групи.
Захищав кольори олімпійської збірної ПАР на футбольному турнірі Олімпійських іграх 2016 року у Ріо-де-Жанейро. Там він зіграв у одному матчі проти збірної Іраку, який африканці зіграли внічию 1:1 і посівши останнє місце у групі покинули турнір.
2019 року у складі збірної ПАР до 23 років взяв участь у молодіжному (U-23) чемпіонаті Африки в Єгипті, на якому зіграв у всіх п'яти іграх і став з командою бронзовим призером турніру, кваліфікувавшись таким чином на другі для себе Олімпійські ігри 2020 року у Токіо.
22 червня 2016 року дебютував в офіційних матчах у складі національної збірної ПАР в півфінальному матчі Кубка КОСАФА проти збірної Свазіденду, який його команда виграла 5:1 і вийшла до фіналу. Там Малепе теж зіграв, допомігши команді перемогти 3:2 Ботсвану і здобути трофей. Наразі провів у формі головної команди країни 11 матчів і забив 1 гол.